# René Valet
André René Valet (Verdún, 27 de mayo de 1890 - Nogent-sur-Marne, 15 de mayo de 1912) fue un anarquista ilegalista, integrante de la Banda Bonnot.
Nació un 27 de mayo de 1890, en Verdún ( departamento de Mosa).
Así como su amigo Octave Garnier, deja Bélgica para ir a París donde monta un taller de cerrajería. Él frecuenta los medios anarquistas de la región de París, entre quienes se reúnen alrededor del periódico "L'Anarchie" editado por Victor Serge. Se instala con algunos de ellos en Romainville en una especie de comunidad. Allí conocerá a los futuros miembros de la banda de Jules Bonnot. Participa con los bandits tragiques (bandidos trágicos) en los asaltos a bancos como el del 25 de marzo de 1912 en Chantilly. Jules Bonnot es abatido por la policía el 24 de abril de 1912, luego llega el turno de Octave Garnier y de René Valet. En efecto, por la mañana del 15 de mayo de 1912, un asalto del edificio que ellos ocupaban en Nogent-sur-Marne termina con la muerte de los últimos sobrevivientes de la banda.